# دایره سیاه
دایره سیاه (به انگلیسی: The Black Circle) جلد پنجم مجموعه ۳۹ سرنخ اثر پاتریک کارمن است.

## داستان
امی و دن باید برای یافتن سرنخ جدید به مسکو برند و درباره ی کاخ کرملین تحقیق کنند.در همین بین این فرصت رو پیدا می کنند که درباره مرگ پدر و مادرشان بیشتر بدانند.خطر همه جا تهدیدشان می کند.از همه بد مرد سیاه پوشی است که آن ها را همچنان تعقیب می کند...